# Strongylopus kitumbeine
Strongylopus kitumbeine és una espècie de granota que viu a Tanzánia.
Està amenaçada d'extinció per la pèrdua del seu hàbitat natural.